# 金賢政
金賢正（韓語：김현정），韓國電視劇編劇。

## 作品

### 電視劇
- 2015年：SBS《你的窺視》
- 2017年：SBS《操作》
- 2022年：MBC《Tracer》

## 外部連結
- NAVER搜索 （页面存档备份，存于）